# 940 هـ
940 هـ هي سنة في التقويم الهجري امتدت مقابلةً في التقويم الميلادي بين سنتي 1533 و1534.

## وفيات
- إلهي الأردبيلي
- ابن كمال